# Humberto Rodríguez Pastor
Humberto Rodríguez Pastor (Lima, 25 aprile 1937) è un antropologo peruviano, studioso dell'immigrazione cinese in Perù.

## Studi
Studiò antropologia alla Pontificia Universidad Católica del Perú (1958 - 1960) e alla Universidad Nacional Mayor de San Marcos - UNMSM (1960 - 1963), per poi continuare all'École Pratique des Hautes Études e al Collège Cooperatif (1963 - 1965), a Parigi.
Ritornato in Perù, ottenne il grado di dottore in etnologia e archeologia alla UNMSM con la tesi "Caqui: estudio de una hacienda costeña (valle de Chancay)" (1967). In seguito, ottenne il diploma di laurea di dottore in antropologia con la tesi "Trabajadores chinos en la agricultura costeña (1850 - 1900)" (1988).

## Incarichi e occupazione
Ha occupato incarichi di direttore dell'Archivio Agrario (1972 - 1980), direttore dell'Istituto di Sostegno Agrario (1980 - 1982) e direttore dell'Area di Scienze Sociali del Consiglio Nazionale di Scienza e Tecnologia (1982 - 2007). È stato anche professore a contratto nell'Universidad Nacional de Trujillo, Universidad Nacional del Centro, Universidad Ricardo Palma, Universidad Nacional San Cristóbal de Huamanga, Universidad Nacional Mayor de San Marcos, Universidad Católica e nella Universidad Nacional Federico Villarreal.
Oltre alle sue pubblicazioni ha contribuito con decine di articoli e riviste come "Socialismo y Participación", "Pasado y Presente", "Revista Andina", "Diálogos en Historia", "Nueva Sociedad" e molte altre.
Attualmente, oltre ad occuparsi delle proprie ricerche è professore ordinario nell'Università di San Marcos e nell'Accademia di Gastronomia Cordon Bleu.
Ricevette il premio CONCYTEC Jorge Basadre nel 1989 relativamente alla Storia del Perù Repubblicano.

## Pubblicazioni come autore
- Eufemio Saba: Comunero costeño del valle de Lurín (En coautoría con Leonilda Sobrevilla) (Departamento de Antropología de la UNMSM, 1963)
- Caquí: estudio de una hacienda costeña (Instituto de Estudios Peruanos, 1969)
- Los trabajadores chinos culíes en el Perú. Artículos históricos (Edición a mimeógrafo, 1977)
- La rebelión de los rostros pintados (Instituto de Estudios Andinos, 1979)
- Antepasados, familiares y vida de Antonio Rodríguez Ramírez (Edición a mimeógrafo, 1983)
- Chinos culíes: bibliografía y fuentes, documentos y ensayos (Coedición Instituto de Apoyo Agrario/Instituto de Historia Rural Andina, 1984)
- Hijos del Celeste Imperio en el Perú (1850 - 1900). Migración, agricultura, mentalidad y explotación (Instituto de Apoyo Agrario, 1989); (2ª edición: SUR, 2001)
- José Carlos Mariátegui la Chira: Familia e infancia (SUR, 1995)
- Herederos del Dragón (Fondo Editorial del Congreso del Perú, 2000)
- La Novena en décimas (2006)
- De tamales y tamaleros: Tres historias de vida (Fondo Editorial de la Universidad San Martín de Porres, 2006)
- La vida en el entorno del tamal peruano (Fondo Editorial de la Universidad San Martín de Porres, 2007)
- Negritud. Afroperuanos: Resistencia y existencia (Centro de Desarrollo Étnico, 2008)

## Pubblicazioni come editore
- La antropología en el Perú (Concytec, 1985)
- El Callao y los chalacos (Junto con Francisco Quiroz) (Concytec, 1988)
- I y II Seminario de Investigaciones Sociales en la Región Norte. Trujillo 1984 - Cajamarca 1986 (Junto con Luis Muelle) (Concytec, 1988)
- Quipu y yupana. Colección de escritos (Junto con Carol Mackey, Hugo Pereyra, Carlos Radicati y Oscar Valverde) (Concytec, 1990)
- Actas del Congreso Nacional de Investigación. 11 – 16 de noviembre de 1984 (Tres tomos) (Concytec, 1991)
- Investigaciones en Ciencias Sociales, un balance necesario: 1993 (Junto con Jonny Castillo) (Concytec, 1994)
- Del buen comer y beber (Fondo Editorial de la Universidad San Martin de Porres, 1998)